# Dicaeum sanguinolentum
Dicaeum sanguinolentum е вид птица от семейство Dicaeidae.

## Разпространение
Видът е разпространен в Индонезия и Източен Тимор.